# لوویناته
لوویناته (به ایتالیایی: Luvinate) یک کومونه در ایتالیا است که در استان وارزه واقع شده‌است.

## خصوصیات
لوویناته ۴٫۲ کیلومترمربع مساحت و ۱٬۳۸۹ نفر جمعیت دارد.